# Slavec
Slavec és un poble i municipi d'Eslovàquia. Es troba a la regió de Košice, a l'est del país.
La primera referència escrita de la vila data del 1320.

## Demografia
| Godina             | 1994 | 2004   | 2014   | 2024   |
| ------------------ | ---- | ------ | ------ | ------ |
| Nombre de persones | 491  | 471    | 460    | 467    |
| Diferència         |      | −4,07% | −2,33% | +1,52% |

| Godina             | 2023 | 2024   |
| ------------------ | ---- | ------ |
| Nombre de persones | 459  | 467    |
| Diferència         |      | +1,74% |